# Graffiti Soul
Albums de Simple Minds
Black & White 050505
(2005) Big Music
(2014)
Graffiti Soul est le seizième album studio des Simple Minds. Bob Clearmountain a participé au mixage de certains morceaux. Cet album (n°10 au R.U.) est celui qui a atteint la plus haute position du hit-parade britannique depuis Good news from the next world en 1995 (n°2 au R.U.).

## Liste des titres
| No | Titre                   | Durée |
| -- | ----------------------- | ----- |
| 1. | Moscow Underground      | 5:01  |
| 2. | Rockets                 | 4:36  |
| 3. | Stars Will Lead the Way | 3:26  |
| 4. | Light Travels           | 4:12  |
| 5. | Kiss and Fly            | 5:01  |
| 6. | Graffiti Soul           | 4:48  |
| 7. | Blood Type 0            | 3:49  |
| 8. | This Is It              | 4:55  |

| 1. | Shadows and Light         | 2:56 |
| 2. | Rockin' in the Free World | 4:17 |

Graffiti Soul est aussi disponible en format Deluxe (deux CD), qui comprend un deuxième album intitulé Searching For The Lost Boys comprenant des reprises de Neil Young, Massive Attack, Magazine, The Stranglers, Thin Lizzy, Siouxsie and the Banshees, The Call et The Beach Boys. Sous ce format, Rockin' in the Free World fait non pas partie de Graffiti Soul, mais de Searching For The Lost Boys comme premier titre. Ce disque fut réalisé durant la session de Graffiti Soul.

## Membres
- Jim Kerr - Voix
- Charlie Burchill - Guitares & Claviers
- Mel Gaynor - Batterie
- Eddie Duffy - Basse
- Andy Gillespsie - Claviers pour la tournée